# Ioan Giurgiu
Ioan Giurgiu (n. 1887, Chinteni – d. 1941, Cluj) a fost un avocat român din Cluj care s-a remarcat prin apărarea interselor moților, iar în perioada Primului Război Mondial, prin apărarea mai multor români acuzați de spionaj. A participat ca deputat la Marea Adunare Națională de la Alba Iulia, organismul legislativ reprezentativ al „tuturor românilor din Transilvania, Banat și Țara Ungurească”, cel care a adoptat hotărârea privind Unirea Transilvaniei cu România, la 1 decembrie 1918.:p. 77

## Biografie
S-a născut la Chinteni, jud. Cluj, în 1887. A studiat dreptul la Cluj, Budapesta și Viena, după care a profesat ca avocat la Cluj.:p. 173
A fost președinte al organizației studenților români din Cluj și a activat în cadrul societăților „Petru Maior” din Budapesta și „România Jună” din Viena. A participat la organizarea serbărilor ASTREI din 1905 ce au avut loc la Sibiu. În calitate de avocat, a apărat interesele moțior, în timpul Primului Război Mondial, fiind apărător al acuzaților români de spionaj în diverse procese. A decedat la Cluj, în 1941.:p. 173

## Activitate politică
În 1918, revenind pe front, a participat la organizarea gărzilor române din județul Cluj. A fost delegat la Arad pentru a-l apăra pe Amos Frâncu în fața Consiliului Național Român Central. A fost trimis la Iași în legătură cu reintrarea armatei române în Ardeal.:p. 173
În 1919 a fost ales deputat al Partidului Național Român în circumscripția Gilău. A mai făcut parte din Partidul Național Liberal și a devenit mai târziu președinte al Gărzii de Fier din județul Cluj. A deținut de asemenea funcția de consilier la Primăria Clujului.:p. 173

## Activitate ziaristică
În 1905, cu ocazia serbărilor ASTREI din Sibiu, a scos ziarul Cronica Sibiului, iar după Unire a editat ziarele Glasul libertății, Revista socială și Coasa.:p. 173